# バカムスコ翔
バカムスコ翔（バカムスコショウ、1984年6月14日 - ）は、日本のシンガーソングライター。

## 概要
東京都府中市出身。本名：小寺翔（こでらしょう）。血液型はA型。やんちゃをしていた10代にヒップホップと出会う。シンガーソングライターならぬ「ヤンキーソングライター」と称し「面白いことをしたい」「楽しいことをしたい」モットーを掲げ音楽活動を中心にあらゆる事に挑戦。スローガンである「人生幸せにしかならない」を大切にしている。

## 年譜
- 2003年
  - 翔、デブライオン、HOGU三好の3MCのヒップホップユニットPIGEON結成。後にDJ KAPPEが加入。
- 2011年
  - PIGEON活動休止後、翔、Mark.N、スーパーカズマの3人でブレインコミックス（通称ブッコミ）を結成。ブッコミの翔として活動。
- 2015年
  - フジテレビ「人生のパイセンTV」に出演[2]。ブレインコミックスの代表曲「嗚呼、憧れのパイセン」が主題歌に使用され、Yahoo急上昇ワード1位を獲得。アルバムが Amazonランキング1位・2位を獲得[3]。11月より音楽事務所fraCoCoに所属[4]。
- 2016年
  - フジテレビ「人生のパイセンTV」番組内で福岡・名古屋・仙台のライブツアーとファイナル5月のZepp Tokyoワンマンライブ『すんません調子のってますツアー2016』を発表[5]。
  - 同番組の企画「ブレインコミックスZepp Tokyoへの道～ROAD to 青森」の東京－青森間のヒッチハイクで0円旅が注目[6]。5月3日 Zepp Tokyo にてワンマンライブ開催[7]。
  - 8月よりブレインコミックスの活動の傍ら、先輩であるファンキー加藤のライブにコーラスサポートとして参加[8]。
  - 自身で企画、編集、作成を行っている超自分発信雑誌「月刊KODERA」を創刊[9]。売れ残ったら廃刊と宣言しているが毎号完売。楽しさを追求するため特に付録にはこだわり、常に赤字覚悟と話している。
  - 所属事務所が年内で解散することを11月に発表[10]。程なくブレインコミックスも年内で解散することを発表[11]。
- 2017年
  - ファンキー加藤のコーラスサポートを続けながら、ソロアーティストとして活動開始[12]。バカムスコ翔に改名[13]。
  - 5月20日　デビュー曲「一番星」を配信リリース。同時にYouTubeにてMVを公開[14]。
  - 9月23日　渋谷CRAWLにてソロ初ワンマンライブ『超・保護者会』開催[15]。
- 2018年
  - 17LIVEで配信ライブを開始。DJ KOOの企画に「魂のメラ燃え」が採用され翌2019年の配信リリースに参加[16]。
- 2019年
  - 2月23日　渋谷WWWにてワンマンライブ『翔 MUST GO ON』開催[17][18]。
  - 6月1日　MUEVOにてコミュニティサイト「おれんち」を開始。自身初のファンクラブサイトとして始動[19]。ファンの呼称は「ズッ友」。
  - 6月22日　府中Flightにてワンマンライブ『THE BURLESQUE 翔』開催。
- 2020年
  - 元日リリースの1stアルバム「輝き・・・たい」のプロモーションとしてインストアライブ開催[20][21]。アルバムに収録されている「右ストレート」のMVを公開[22]。
  - 7月23日、府中バルトホールにて無観客ワンマン配信ライブ『馬鹿祭』開催[23]。
  - 「振り向け!勝とう!」のMV制作にあたり、むらせに出演依頼。YouTubeに公開され注目を集める[24]。
- 2021年
  - 日本フライドポテト協会テーマソングとして「WE LOVE POTATO」を楽曲提供[25]。
  - PIGEON時代からの友人Charisma.comのMCいつかと共作して、イエス・ヘアリーへ「YES」を楽曲提供[26]。
  - 再始動発表のFUNKY MONKEY BΛBY'SサポートDJとしての活動も加わる[27][28]。
- 2022年
  - 前出のMCいつかの「やつら」の楽曲制作とフィーチャリングとして参加[29]。
  - 自身初となるツアー『たのむ！オラに人気を分けてくれTOUR』を開催[19]。
  - 12月21日、青山LizMにてワンマンライブ『たのむ!オラに人気を分けてくれTOUR FINAL ONEMAN LIVE』を開催[30]。
- 2024年
  - 2月21日、千葉西警察署から特命大使を任命され、交通安全ソングの製作を命ぜられる。
  - 9月19日、Asakusa Gold Soundsにて芳賀企画主催のワンマンライブ『続・借金大返祭-そして文無しへ-』を開催。
  - 9月29日、イオンモール幕張新都心、千葉西警察署主催の交通安全キャンペーンにて一日警察署長を委託され、交通安全ソングを初披露。
- 2025年
  - 3月20日、交通安全ソング「Yaeh!!」をリリース。

## ディスコグラフィー

### デジタルシングル
| 発売日         | タイトル             |
| -------------- | -------------------- |
| 2017年 5月20日 | 一番星               |
| 2019年 2月 2日 | 翔 MUST GO ON        |
| 2019年11月27日 | 輝き・・・たい       |
| 2020年 8月31日 | ぼくらのまち         |
| 2020年 9月30日 | 東京ハイスピード2020 |
| 2020年11月23日 | 振り向け！勝とう！   |
| 2021年 6月13日 | ろくでなしぶる～す   |
| 2021年 7月 5日 | LOVE LETTER          |
| 2021年 7月24日 | 帰りたいけど帰れない |
| 2021年 8月 4日 | 男尻玉時雨-remix-    |
| 2021年 8月18日 | 勘違いL.O.V.E        |
| 2021年 9月 1日 | ノーテンキ革命宣言   |
| 2021年 9月15日 | 日常                 |
| 2021年 9月20日 | ごめんね母ちゃん     |
| 2021年12月25日 | みんなの家           |
| 2022年 6月15日 | ガラスのハート       |
| 2023年 3月29日 | 愚志(feat.いつか)    |
| 2024年 7月13日 | ドンタッチミー       |

### 参加作品・コラボ作品
2019年 1月 7日　DJ KOO 17 MUSIC FACTORY　17曲目「魂のメラ燃え」
2022年 3月 15日　いつか　やつら(feat.翔)
2023年11月24日　ugazin and バカムスコ翔 and いつか　愚志(ugazin Mix)
2023年12月 1日　ugazin and バカムスコ翔　セブンスターの煙
2025年 3月20日　バカムスコ翔 and ugazin　Yeah!!